# Stuhna
Stuhna (ukr. Стугна) – rzeka na Ukrainie, prawy dopływ Dniepru.
Płynie przez Wyżynę Naddnieprzańską, jej długość wynosi 68 km, a powierzchnia dorzecza – 785 km². Leży nad nią rejonowe miasto Wasylków.
Od pokoju Grzymułtowskiego do II rozbioru stanowiła granicę polsko-rosyjską.
Jej dopływem jest m.in. Barachcianka (ukr. Барахтянка).